# بحيرة ناكورو

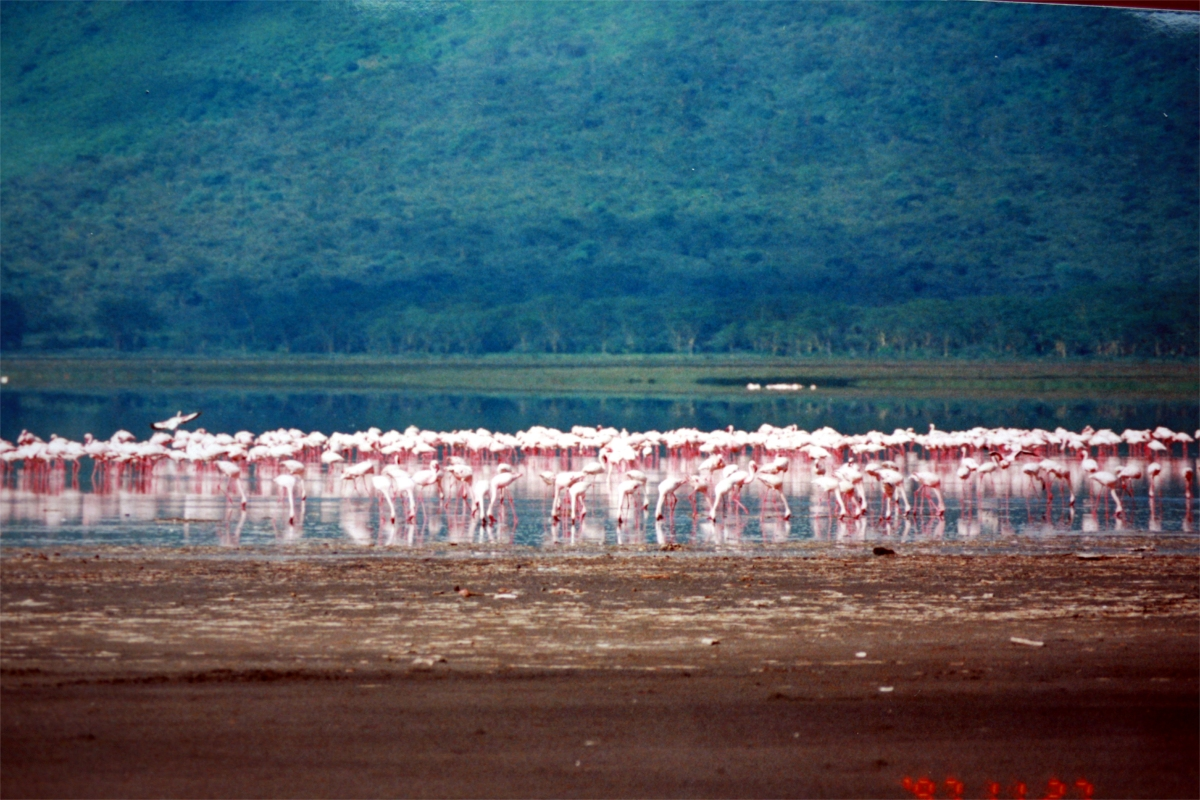

بحيرة ناكورو (بالإنجليزية: Lake Nakuru)‏هي واحدة من البحيرات الثلاثة المتصلة في مقاطعة الوادي المتصدع في كينيا. هذه البحيرات هي موطن لـ 13 نوعا من الطيور المهددة بالانقراض عالميا وتضم أعلى نسبة لأنواع الطيور في العالم. تتميز البحيرة عن غيرها بانفرادها بتجمع هائل لطيور النحام الوردية أو الفلامنجو التي تجذبها وفرة الطحالب إلى الشاطئ فترسم لوحة طبيعية تحبس الأنفاس.
وتعتبر بحيرة ناكورو هو الموقع الرئيسي لتكاثر طيور الفلامنجو والبجع الأبيض ويصفها علماء الطيور بأنها أكبر مجمع للطيور في العالم.